# فرانسیسکو برتوچی
فرانسیسکو برتوچی (انگلیسی: Francisco Bertocchi؛ زادهٔ ۵ اوت ۱۹۴۶) بازیکن فوتبال اهل اروگوئه است.
از باشگاه‌هایی که در آن بازی کرده‌است می‌توان به باشگاه فوتبال پنیارول، باشگاه فوتبال ال‌دی‌یو کیتو، باشگاه فوتبال لیورپول (مونته‌ویدئو)، و باشگاه فوتبال مونتری اشاره کرد.
وی همچنین در تیم ملی فوتبال اروگوئه بازی کرده‌است.